# 間の楔
『間の楔』（あいのくさび）は、吉原理恵子による日本のBL小説である。挿絵は道原かつみ。

## 概要
雑誌『小説JUNE』に1986年12月から1987年10月までに連載され、1992年に文庫版が売り出された。ドラマCD化や、OVA化などのメディアミックスがなされた。
巨大コンピュータが惑星を支配し、その配下であるサイボーグ・アンドロイド達が人間を隷属させる世界を舞台としたSF小説。

支配層であるサイボーグはエリートと呼ばれ、脳だけが生身であり、体は機械で構成されている。
エリートは惑星アモイの政務を担い、また他惑星との外交・行政・貿易・経済の管理などを行う。また階級別に髪の色を染め分け、一目で階級がわかるようになっている。

市民である人間達は自由に生活を送っているように見えて、その実厳しい制限が課されている。
人工体のエリート達が「ペット」として人間を飼い、ペットは選ばれたことを誇りとし、人間の尊厳を奪われていることにも気付かない。
機械と人間の逆転した支配関係が本作の根幹を成している。

イアソン・ミンクが、黒髪の男リキと出会い、そのリキをペットにすることから物語が始まる。
OVAは1992年8月と1994年5月にマガジン・マガジンからリリースされた。1993年にはドラマCD『間の楔 DARK-EROGENOUS』が出た。デジタル・マンガ・パブリッシングは北米での英語版出版のライセンスを取得し、ケリー・クイン訳で英語版を出した。
デジタル・マンガ・パブリッシング版『間の楔』は、「Ai no Kusabi: The Space Between」として出版され 、第1巻は2007年12月に発売、残りの5冊も2008年度中に出版される予定である。なお、日本国外でのOVA発売のライセンスを取得している企業は現時点ではない。
2007年5月からはmee-Maker（メーメイカー）によるドラマCDシリーズが発売されている。2010年からはKENMedia（ケンメディア）によるOVA（全13話）が発売される予定だった。現在発売元をポニーキャニオンに変更し、第1部全4巻として2012年1月から順次発売される。

## あらすじ
「愛にもいろんな形がある。憎しみ合うことでしか存在できない、そんな関係もあるんだ。」
主人公のリキは最下層のスラム出身。

そのリキを愛するようになるイアソンは、惑星アモイに13人しかいない最高権力者のエリート「ブロンディー」だった。

身分が違いすぎて本来出会うことすらないはずのない二人が偶然出会い、イアソンはリキへの執着と愛を深めていく。リキは自分を支配するイアソンの執着に戸惑い、猛烈に反発する。

スラムの雑種とタナグラのブロンディー、ペットと主人。歪んだ関係でしか結びつけない、リキとイアソン。その間に存在するのがどんな感情であっても、お互いを意識せずにはいられない、惹かれ合わずにはいられない2人。
歪んだ関係に苦しみ鎖に縛られながら、やっと2人だけの穏やかな最期のときを迎える。

「間の楔」をリキ視点で捉えると「最下層のリキが理不尽な性奴として翻弄される」ストーリーであるが、イアソンの視点に立つと「冷酷な機械のイアソンがリキによって感情ある人間へと変わって行く」ストーリーとなる。

## 登場人物
声の記述は、OVA1期/OVA2期/カセットブック/ドラマCD1期/ドラマCD2期の順。
リキ声 - 関俊彦 / 伊藤健太郎 / 関俊彦 / 同左 / 伊藤健太郎
主人公。16～21歳（ペットとして飼われていた期間）、身長175cm（リメイク版OVA設定）。スラムでは珍しい黒髪・黒瞳で異質な存在感で人目を惹く。いつかスラムを抜け出して成り上がる野心があった。
他を惹きつける強烈な個性の持ち主。羨望にしろ、妬みにしろ、周囲の人間の欲望を刺激する。イアソンも意識しないうちにその強烈な魅力にとりつかれた1人。カリスマ性があり、「バイソンのリキ」「スラムの稀獣（バジュラ）」「ダークのリキ」など様々な通り名を持つ。

リキは男女を問わず相手から執着される側である。リキ本人には相手に想われている自覚がないため、その意識のズレが相手との関係を複雑にしている。

自分をペットとして束縛するイアソンに対しては、恐怖や憎悪だけではなく、その行動の裏に愛情や好意をかすかに感じ戸惑っている。彼への恋心にも似た感情を自覚後、複雑な感情を抱きつつ、最期の時をイアソンの傍で過ごすことを選んだ。
外伝にあたる「ミッドナイト・イリュージョン」ではリキの出生について明かされている。
リキは8歳までニール・ダーツのキディー・ポルノの店でポルノの出演者として生活していた。善悪やモラルの教育も受けていなかったが、商品としてある意味大切にされていた。しかし店の摘発により子供たちはケレスのガーディアンに移ることになる。店子たちはA級ペットの血統である、と噂されており、リキも実際は雑種ではなく純血種と考えられる。
イアソン・ミンク声 - 塩沢兼人 / 大川透 / 塩沢兼人 / 同左 / 大川透
タナグラのブロンディー。創造主ユピテルとの対話ができる、エリート中のエリートである。脳以外は全身アンドロイドのサイボーグ。端整かつ美しい容姿と金髪、均整のとれたプロポーション。「帝王（アイスマン）」と呼ばれ、ミダスのブラックマーケットを統括し経済の裏側を牛耳っている。
かつてはブラックマーケットの帝王の名に相応しく冷たい高慢な支配者であったが、リキと出会うことで初めて人間らしい感情を知る。リキと出会う以前のイアソンは半年から1年でペットを飼い変え、「ペットは邪魔にならなければ視界の端にいてもいい」という考えを持っていた。
当初はリキに対する感情が分からなかったが、徐々に恋心を自覚する。それゆえにスラムの雑種とタナグラのブロンディー、ペットと主人の関係でしか結ばれないことを苦々しく思いながらも、その鎖に縛られ続けていた。
カッツェ声 - 田中秀幸 / 三木眞一郎 / 大塚芳忠 / 同左 / 三木眞一郎
イアソンの腹心の部下であり、また物語の重要な脇役。話中では唯一イアソンとリキの関係を正確に把握していた。
イアソンのファニチャーとして13歳からの5年間をイアソンに仕えていた。しかし、タナグラのシステムにハッキングし様々な事情（例えばタナグラがガーディアンの出生管理をしていることなど）を探っていたことが発覚。本来はハッキングという重罪により処分されるはずであったが、徹底した実力主義者のイアソンに頭脳の優秀さを買われ、ブラックマーケットで働くこととなった。その際、罰として左頬に傷をつけられている。
その後ブラックマーケットで辣腕を振るい、顔役と言われるまでに上り詰め、ミダスでのイアソンの行動をサポートし続けた。ある日イアソンの指示でリキに運び屋の仕事を斡旋したことで、2人の関係に関わるようになる。カッツェがリキをと出会ったのは24歳前後の頃と思われる（リキ／ダリルとの年齢から）。
ラウール・アム声 - 速水奨 / 黒田崇矢 / 池田秀一 / 速水奨 / 黒田崇矢
ブロンディーの一人で医療分野を研究し統括している。ブロンディーの中でイアソンが唯一心を許している親友。ブロンディーには珍しく一人称は「俺」であり、歯に衣着せぬ会話をする。リキに執着するイアソンに対して、たびたび注意を促したりなど、心から心配している。
ガイ声 - 辻谷耕史 / 鳥海浩輔 / 小島貴幸 / なし / 鳥海浩輔
バイソンのNo.2。リキのかつての同棲相手（ペアリングパートナー）であり、自他共に認めるリキの右腕。精神的な面でもリキから全幅の信頼を置かれている。リキをイアソンから解放するために過激な行動に出、その結果リキと自身の片腕を失う。
キリエ声 ‐  中原茂 / 森久保祥太郎 / 松野達也
リキがスラム不在の時代にバイソンのメンバーに取り入った少年、17歳。両目の色が違うオッドアイの持ち主。狡猾な野心家で、人を出し抜いて動くことに全く良心を痛めない。リキはキリエのビッグマウスにかつての自分を重ね苦々しく思っていた。成り上がりたい一心でイアソンに近づいたものの、代償として悲惨な末路を迎える。キリエはリキへの対抗心から裏切りを実行したが、行動の裏側には屈折したリキへの想いがあった。
ミメア声 - 河原木志穂
ラウールのペットでアカデミー産の少女。スラム出身の雑種という出自のためリキは他のペット達から忌み嫌われていたが、ミメアは唯一リキに好意を抱いた。
ダリル声 - なし / 花輪英司 / なし / 置鮎龍太郎 / 花輪英司
19～22歳、身長188cm（リメイク版OVA設定）。イアソンのファニチャー。リキの世話係。ガーディアン時代のリキを知る人物であり、3期上にあたる。リキはダリルを知らなかったが、その頃から問題児として有名だったリキをダリルは覚えていた。
ユピテル
タナグラの創造者にして、タナグラの全てを支配する巨大コンピュータ。正式名称は「Λ（ラムダ）-3000」。小説では一切その姿を現さないが、OVAでは新旧両方に登場。旧作では女性的なイメージのアンドロイドであったが、2012年版OVAでは巨大な神のような姿で描かれた。
オルフェ・ザビ声 - - / - 徳間書店発行のキャラ文庫に登場
ブロンディーの一人、エリート達の居住区であるエオスを管理・統括している。外見も内面も「怜悧な刀身」のようなイアソンとは対照的に、華やかな容姿と穏やかな物腰をしており「艶やかな貴人（エレガントノーブル）」と称される。イアソンとリキの関係を傍観者の立場で興味深く観察している。
アイシャ・ローゼン声 - - / - 徳間書店発行のキャラ文庫に登場
ブロンディーの一人、アモイの中枢であるタナグラを統括している。冷淡な性質で、何かと台風の目になりがちなリキを苦々しく思っている。過去にアイシャのペットだったスティンがリキに切りかかるという事件が起こっている。
ギデオン・ラガト声 - - / - 徳間書店発行のキャラ文庫に登場
ブロンディーの一人、歓楽街ミダスを統括している。尊大な態度で挑発的な話し方をする。常識人のラウールとは違った意味で歯に衣着せぬ物言いをし、リキのことは退屈な日常の刺激として捉えている節がある。
ジャド・クーガ
鼻の下に髭を蓄えた、長身かつ壮年の男。ガーディアンの所長を務めて来た一族の長であり、ケレスの頂点に座する者。息子のマノンがキリエと関係を持ったためにクーガ一族の未来も安泰なものではなくなった。

## 作中用語
●世界観
ガラン星系の辺境の星「アモイ」が舞台になっている。科学者で編成された開拓団により開かれた貧星であり、資源となる鉱脈も豊かな自然もなく、魅力に乏しい星であった。
ある時、人工知能の「Λ(ラムダ）-3000」通称「ユピテル」が暴走し、人間を支配し始めるようになる。
物語の中では、惑星アモイに登場する地名は国家中枢の「タナグラ」、歓楽街の「ミダス」、スラムを有する無法地帯「ケレス」しか明らかになっていない。
タナグラ
惑星アモイの中枢であり政府所在地。有機物を一切廃したビル群で構成され、機能のみを追求した外観をしている。
タナグラは特化された脳と機械の体を持つサイボーグの「エリート」とアンドロイドが働き、惑星アモイを運営している。このためセキュリティは非常に厳しく、市民のような人間達が出入りすることはない。
エオス
タナグラに存在するエリート達の居住区。コンドミニアム式の住居であり、メゾネットタイプの部屋には3種類の住人のみが存在する。各部屋の主である「エリート」、部屋の小間使いである去勢された人間「ファニチャー」、消耗品としての愛玩具「ペット」である。
ミダス
タナグラに隣接する歓楽街。1～8までのエリアに区分けされ、あらゆる人間の欲望を満たすために存在する。娼館、カジノ、バー、ショービジネスなど。経済は他惑星からの観光客で成り立っており、歓楽街の割に治安はいい。
ケレス
ミダス郊外の荒廃した特別自治区。スラムを有する。
かつて機械に支配されることに反発した人間達が独立運動を行い、その時に立てこもったミダス9番目のエリア。タナグラはケレスの独立を黙認する代わり、彼らの市民IDを抹消し、ケレスはタナグラの支配から切り離された。ケレスは自治区として成立したが、ミダスへの出入りを禁止され、事実上の陸の孤島状態と化した。
人口は9：1の男女比であり、女は貴重であるため後述する「ガーディアン」で生活する。これによりケレスの街は男で溢れかえり、暴力とドラッグの横行する危険な無法地帯となっている。
また男しかいない環境であるため、女との恋愛や結婚はあり得ず、男同士での恋愛・性交が当然となっている。
ガーディアン
ケレスにある児童養育センター。リキ達スラムの住民は（流民を除いて）全てここで生まれ育った。
ガーディアンに隔離された女達が子供を産み育てられた後、少年は13歳でガーディアンを出てスラムで生活しなければならない。少女達は子供を産むため、そのままガーディアンに留まる。
実はガーディアンを裏で運営しているのはタナグラ。人口を極端な男女比にしケレス住民に悲惨な生活を送らせることで、ミダス市民の反抗の芽を摘むことを目的としている。しかし、ミダス市民・ケレス住人共にタナグラのそうした人口管理と支配を知らない。
●用語
エリート
巨大コンピュータ「ユピテル」が作り出したサイボーグ達の総称。特化した脳以外は機械で作られた人工体であり、IQ300以上の知能と美しい外見、不老不死の体を誇る。
人工体のため痛みや快感などの肉体的な感覚を持たず、それゆえ脳が生身と言っても本能的欲求には無縁である。
エリート達は中央都市のタナグラで政務を執行している。階級によって長髪が染め分けされ、13人いる最高権力者は金髪、その下に執政者の黒髪、各分野のアドバイザーが緋・翠・蒼、各分野の最高責任者が銀となっている。
ブロンディー
前述のエリートの最高権力者。エリートのうち、ユピテルと直接言葉を交わせる権利を持つのは金髪のブロンディーのみである。
タナグラの「美神」とも呼ばれ、最高の美貌と細部まで美しく作られた体を持つ。13人いるブロンディーたちはそれぞれ性格も顔立ちも異なっている。プライドが高く傲慢ではあるが理性的で、人間としての情には欠けている。
ブロンディーであるイアソンがリキに執着したことは、エリートにはありえないことであった。
2012年版に製作されたOVAの監督・秋山勝仁はブロンディーを「貴族であり軍人」と評している。
ミダス市民
耳の裏にナノチップを埋め込まれ、行動を管理・制限されている。決められたエリアより外に出ることは叶わない。
市民たちは血統を管理され、人工子宮で人為的に操作されて生まれてくる。ミダス市民はその出自に応じた職業に就かなければならず、自由意志による結婚もありえない。
市民達は自分よりも下層なスラムの住民を見ることによって、不満を抱かないようにしている。
ペット
人工体であるエリート達に飼われている人間。
高級な犬や猫を飼うように、エリート達は人間を飼い、ペット同士で交尾・交配させることを娯楽にしている。ペットはペット同士でのみ交尾を行い、主人やファニチャーと性交することはない。
その多くはペット専用の生産センターでDNA操作により外見を美しくされた少年少女達。自分達が特別という意識がありプライドは高いが、従順と美しさだけを求められる。識字能力がなく無知。金髪に白い肌、美しい容貌の「アカデミー産」が最高品種。
ペットオークションと呼ばれる競市に出品され、競り落とされた者がペットとして飼われるが、その黄金期は短く3年以上ペットを続けられる者はいない。またペットの平均年齢は13歳前後であり、16歳を超えてペットを続けられる者は稀である。
飼い主が飽きると一部の特例を除いて廃棄処分されるか、ミダスの娼館に払い下げられる規則がある。
スラム出身の上、20歳を超えてペットを続けた者はリキ唯一人であった。また飼い主であるイアソンの意向で、他のペットと交尾させられることもなく、イアソンの寵愛を受けているリキは、他のペット達から激しい嫉妬を受けていた。
ペットリング
ペット達が身につけるアクセサリーの総称、個体認識票も兼ねている。
通常は指輪、イヤリング、ネックレスなどがペットリングとなり、これがないとエオス内部を自由に行き来することも出来ない。リキがイアソンに与えられたペットリングは男性器に装着するタイプでイアソンが特注で誂えた。他のペットでこのタイプを身につけている者はいない。
リキのペットリングはイアソンの指輪とシンクロし、イアソンが操作することで痛みや快感を与えることが出来るようになっている。リキが反抗的な態度を示せば痛みを、情事の時は快感を与え、イアソンはリキを飼いならそうとした。また主人であるイアソンしか外すことが出来ず、リキがどこに居ようともその居場所が追跡出来るため、イアソンから逃げ出すことが出来ずにいた。
ファニチャー
各エリート達の私室でペットの世話と雑務を行う去勢された少年達。
ファニチャーはガーディアンの雑種の中から容姿端麗で頭脳明晰な者が選ばれる。13歳でガーディアンを出ると去勢され、ファニチャーとしての教育を受ける。去勢の理由はペットと間違いを犯さないため。
ペットは次々と入れ替わる消耗品だが、主人の私室で様々な業務を行うファニチャーはそう簡単に替えがきかない。しかしそれを認識しているペットはおらず、ファニチャーに我儘放題に振る舞い、結果としてファニチャーの寿命を縮めている。
雑種
ケレスの住民に対する蔑称。また住民自身が自称する。
血統が管理されているミダス市民と違い「血統管理されていない=雑種」として蔑まれているが、外見だけではミダス市民との区別はつかない。ガーディアンで読み書きなどの教育を受けるためミダス市民より識字率は高い。
荒廃しきった男社会のスラムで生き残るために気性が荒い者が多く、自分達の状況に閉塞感がある。
ケレスでは黒髪・黒瞳の組み合わせは珍しいため、リキは「純血種の血が入っているのではないか」と噂されたこともあった。

## アニメーション

### OVA 第1期
1992年8月にOVAがリリースされ、1994年5月には完結編がリリースされた。
スタッフ
- 監督 - 西森章 (1)、秋山勝仁 (2)
- 脚本 - 長谷川菜穂子 (1)、吉原理恵子 (2)
- キャラクターデザイン - 恩田尚之
- メカニックデザイン - 荒牧伸志 (2)
- 作画監督 - 新井浩一 (1)、山根理宏 (1)、恩田尚之 (1)、オグロアキラ (2)
- 作画監修 - 恩田尚之 (2)
- 美術監督 - 南郷洋一
- 美術設定 - 森木靖泰 (1)、南郷洋一
- 色彩設定 - 中山久美子
- 撮影監督 - 小西一廣、佐藤均 (2)
- 音楽 - 矢吹俊郎、大平勉、本間昭光、小林裕一 (2)
- 音響監督 - 岩浪美和
- プロデューサー - 佐川俊彦、三浦亨
- 制作 - AIC
- 製作 - マガジン・マガジン

### OVA 第2期
2012年よりリリース中のリメイク版。前作も手がけた秋山勝仁や恩田尚之もスタッフとして参加している。
スタッフ
- 原作・構成・脚本 - 吉原理恵子
- 監督 - 秋山勝仁
- キャラクター原案 - 道原かつみ
- キャラクターデザイン・総作画監督 - 恩田尚之
- コンセプチュアルアート - 竹内敦志
- メカニックデザイン - 寺岡賢司
- 美術設定 - 枝松聖
- 美術監督 - 高橋麻穂
- 色彩設計 - 大内綾
- コンポジットディレクター - 今泉秀樹
- 3DCG - 吉岡智和、渡辺哲也
- 編集 - 右山章太
- 音響監督 - 阿部信行
- 音楽 - 高橋哲也
- プロデューサー - 川原陽子
- アニメーション制作 - AIC
- 製作 - ポニーキャニオン

各巻リスト
| 巻数  | サブタイトル        | 脚本       | 絵コンテ   | 演出              | 作画監督                                       | 発売日        |
| ----- | ------------------- | ---------- | ---------- | ----------------- | ---------------------------------------------- | ------------- |
| 第1巻 | 〜petere 檻獣〜     | 吉原理恵子 | 秋山勝仁   | 秋山勝仁 中島秀剛 | 恩田尚之                                       | 2012年1月18日 |
| 第2巻 | 〜pardo 折翼〜      | 吉原理恵子 | 林宏樹     | 山田弘和          | 岡崎洋美                                       | 2012年2月15日 |
| 第3巻 | 〜congressus 邂逅〜 | 吉原理恵子 | 越智博之   | 中島秀剛          | 越智博之                                       | 2012年3月21日 |
| 第4巻 | 〜retino 淫縛〜     | 吉原理恵子 | あおきえい | 山田弘和          | 百瀬恵美子、北島信幸 清水貴子、渡部崇 恩田尚之 | 2012年4月18日 |
カセットブックは1989年5月31日リリース。
ドラマCD 第1期
『間の楔 DARK-EROGENOUS』として、1993年11月1日リリース。
ドラマCD 第2期
全3巻。第1作『間の楔I 〜DESTINY〜』は2007年5月25日にリリースされ、第2巻『間の楔II 〜NIGHTMARE〜』2008年4月25日にリリースされた。同年10月25日、第3作目である『間の楔III 〜RESONANCE〜』がリリースされた。

## 書籍
吉原理恵子（著）、光風社出版、単行本全2冊。
- 『間の楔』、1991年6月発行、ISBN 4-8751-9497-8
- 『ミッドナイト・イリュージョン:間の楔-異聞』、1996年6月発行、ISBN 4-8751-9387-4

吉原理恵子（著）、成美堂出版（『帰ってきた男』は光風社出版が出版、成美堂出版が発売）〈クリスタル文庫〉、文庫全6冊
- 『帰って来た男』、2001年11月発行、ISBN 4-4150-8823-6
- 『命動:destiny』、2003年7月発行、ISBN 4-4150-8852-X
- 『刻印:nightmare』、2004年9月発行、ISBN 4-4150-8869-4
- 『昏迷:suggestion』、2006年1月発行、ISBN 4-4150-8887-2
- 『長い夜』、2006年7月発行、ISBN 4-4150-8888-0
- 『衝動の引き金:metamorphose』、2007年12月発行、ISBN 978-4-41-508895-2

吉原理恵子（著）、徳間書店〈キャラ文庫〉、文庫全6冊。
- 『間の楔(1)』、2009年3月発行、ISBN 978-4-19-900517-6
- 『間の楔(2)』、2009年5月発行、ISBN 978-4-19-900523-7
- 『間の楔(3)』、2009年7月発行、ISBN 978-4-19-900532-9
- 『間の楔(4)』、2009年9月発行、ISBN 978-4-19-900540-4
- 『間の楔(5)』、2009年11月発行、ISBN 978-4-19-900548-0
- 『間の楔(6)』、2010年1月発行、ISBN 978-4-19-900556-5

## 音楽CD
- 間の楔 オリジナル・サウンド・トラック（1992年10月10日）
- 間の楔 SENSE OF CRISIS（1993年12月10日）
- 間の楔 AMBIVALENCE（1994年3月25日）
- 間の楔 SYMPATHY（1994年7月10日）
- 間の楔 Sound Selection of "AI NO KUSABI" 祈り-ORACION-（1995年1月25日）